# Iwan Kuźminow
Iwan Gierasimowicz Kuźminow (ros. Иван Герасимович Кузьминов, ur. 18 czerwca?/1 lipca 1915 we wsi Starkowo obecnie w rejonie ramieńskim w obwodzie moskiewskim, zm. 16 kwietnia 1945 we wschodnich Niemczech) – radziecki wojskowy, starszy porucznik, Bohater Związku Radzieckiego (1945).

## Życiorys
Urodził się w rodzinie chłopskiej. Skończył 5 klas, mieszkał w mieście Zagorsk (obecnie Siergijew Posad), w 1940 został członkiem WKP(b). W 1941 powołano go do Armii Czerwonej, w 1942 ukończył szkołę wojskowo-polityczną, od czerwca 1942 uczestniczył w wojnie z Niemcami. Był dowódcą plutonu czołgów T-34 3 batalionu czołgów 220 Brygady Pancernej 5 Armii Uderzeniowej 1 Frontu Białoruskiego w stopniu porucznika. W styczniu 1945 wyróżnił się podczas operacji wiślańsko-odrzańskiej przy forsowaniu Pilicy na południowy zachód od Warki. Wraz ze swoim plutonem jako pierwszy wdarł się na linię obrony wroga i zaczął ją przełamywać, następnie jako pierwszy dotarł do brzegu Pilicy i przekroczył rzekę, po czym ogniem ubezpieczał przeprawę pozostałych pojazdów. Brał udział w walkach o Skierniewice, gdzie jego czołg zadał wrogowi duże straty w sile żywej i sprzęcie. Kuźminow został wówczas ranny. Później uczestniczył w dalszych walkach jako dowódca kompanii czołgów w stopniu starszego porucznika. Po rozpoczęciu bitwy o wzgórza Seelow 16 kwietnia 1945 przełamywał obronę przeciwnika dowodząc dwoma grupami czołgów i opanowując wraz z nimi linię kolejową; zniszczył przy tym dwa działka i jedno działo samobieżne. Zginął wskutek bezpośredniego trafienia pociskiem wroga w jego czołg. Został pochowany w Dębnie. Jego imieniem nazwano ulice w Starkowie i Siergijew Posadzie.

## Odznaczenia
- Złota Gwiazda Bohatera Związku Radzieckiego (27 lutego 1945)
- Order Lenina (27 lutego 1945)
- Order Wojny Ojczyźnianej I klasy (pośmiertnie, 11 czerwca 1945)
- Order Czerwonej Gwiazdy (26 września 1944)